# Setzu
Setzu é uma comuna italiana da região da Sardenha, na província da Sardenha do Sul, com cerca de 166 habitantes. Estende-se por uma área de 7 km², tendo uma densidade populacional de 24 hab/km². Faz fronteira com Genoni (NU), Genuri, Gesturi, Tuili, Turri.

## Demografia
| Variação demográfica do município entre 1861 e 2011                               |
|                                                                                   |
| Fonte: Istituto Nazionale di Statistica (ISTAT) - Elaboração gráfica da Wikipedia |